# 1770
| [ Edytuj tabelę ]              | |
| Król Polski                    | - 1764 Stanisław August Poniatowski 1795 |
| Emir Afganistanu               | - 1747 Ahmed Szah Abdali (padyszach) 1772 |
| Współksiążęta Andory           | - 1763 Francesc Fernández de Xátiva y Contreras 1771 - 1715 Ludwik XV 1774                                                                      |
| Elektor Bawarii                | - 1745 Maksymilian III Józef 1777 |
| Sułtan Brunei                  | - 1762 Omar Ali Saifuddin I 1795 |
| Cesarz Chin                    | - 1735 Qianlong 1796 |
| Król Czech                     | - 1743 Maria Teresa 1780 |
| Król Danii                     | - 1766 Chrystian VII 1808 |
| Dalajlama                      | - 1758 Jamphel Gjaco 1804 |
| Król Francji                   | - 1715 Ludwik XV 1774 |
| Król Gruzji                    | - 1762 Herakliusz II 1798 |
| Król Hiszpanii                 | - 1759 Karol III 1788 |
| Landgraf Hesji-Kassel          | - 1760 Fryderyk II Heski 1785 |
| Stadhouder Holandii            | - 1751 Wilhelm V Orański 1795 |
| Szach Iranu                    | - 1750 Karim Chan 1779 |
| Państwo Wielkich Mogołów       | - 1759 Shah Alam II 1806 |
| Król Irlandii                  | - 1760 Jerzy III Hanowerski 1820 |
| Cesarz Japonii                 | - 1762 Go-Sakuramachi 1770 - 1770 Go-Momozono 1779                                                                                              |
| Kalif                          | - 1757 Mustafa III 1773 |
| Patriarcha Konstantynopola     | - 1769 Teodozjusz I 1773 |
| Władca Korei                   | - 1724 Yŏngjo 1776 |
| Książę Kurlandii i Semigalii   | - 1769 Piotr Biron 1795 |
| Emir Kuwejtu                   | - 1762 Abd Allah I 1814 |
| Książę Liechtensteinu          | - 1748 Józef Wacław 1772 |
| Sułtan Maroka                  | - 1757 Muhammad III 1790 |
| Książę Monako                  | - 1733 Honoriusz III 1793 |
| Król Nawarry                   | - 1710 Ludwik XV 1774 |
| Król Nepalu                    | - 1768 Prithvi Narayan 1775 |
| Król Norwegii                  | - 1766 Chrystian VII 1784 |
| Sułtan Omanu                   | - 1749 Ahmad ibn Sa’id 1783 |
| Elektor Palatynatu             | - 1742 Karol IV Teodor 1799 |
| Papież                         | - 1769 Klemens XIV 1774 |
| Książę Parmy i Piacenzy        | - 1765 Ferdynand 1802 |
| Król Portugalii                | - 1750 Józef 1777 |
| Król w Prusach                 | - 1740 Fryderyk II Wielki 1772 |
| Car Rosji                      | - 1762 Katarzyna II Wielka 1796 |
| Cesarz Rzymski (niemiecki)     | - 1765 Józef II Habsburg 1790 |
| Kapitanowie Regenci San Marino | - 1769 Filippo Manenti Francesco Antonio Casali 1770 - 1770 Gaetano Belluzzi Pompeo Zoli 1770 - 1770 Giuseppe Giannini Antonio Capicchioni 1771 |
| Elektor Saksonii               | - 1763 Fryderyk August III 1806 |
| Król Sardynii                  | - 1730 Karol Emanuel III 1773 |
| Król Szwecji                   | - 1751 Adolf Fryderyk 1771 |
| Król Tajlandii                 | - 1769 Taksin 1782 |
| Sułtan Turków                  | - 1757 Mustafa III 1774 |
| Doża Wenecji                   | - 1763 Alvise Giovanni Mocenigo 1779 |
| Król Węgier                    | - 1740 Maria Teresa 1780 |
| Monarcha Wielkiej Brytanii     | - 1760 Jerzy III 1820 |
| Premier Wielkiej Brytanii      | - 1768 Augustus Henry Fitzroy 1770 - 1770 Lord North 1782                                                                                       |

Rok 1770 / MDCCLXX
stulecia: XVII wiek ~
XVIII wiek ~
XIX wiek

lata: 1760 «
1765 «
1766 «
1767 «
1768 «
1769 «
1770
» 1771
» 1772
» 1773
» 1774
» 1775
» 1780

## Wydarzenia w Polsce
- 13 stycznia – konfederaci barscy ponieśli klęskę w bitwie z wojskami rosyjskimi pod Grabem.
- 29 stycznia – konfederacja barska: konfederaci ponieśli klęskę pod Kcynią w bitwie z Rosjanami.
- 5 kwietnia – konfederacja barska: bitwy pod Jedliczem i Siepietnicą.
- 16 sierpnia – konfederacja barska: zwycięstwo konfederatów barskich w bitwie pod Kościanem.
- 10 września – konfederacja barska: rozpoczęła się obrona Jasnej Góry przez konfederatów barskich pod dowództwem Kazimierza Pułaskiego.
- 3 października – konfederacja barska: bitwa pod Lackową.
- 13 października – konfederacja barska: w Preszowie uchwaliła  akt detronizacji Stanisława Augusta Poniatowskiego.
- 22 października – generalność konfederacji barskiej ogłosiła bezkrólewie.

- Austria zajęła starostwa nowotarskie, sądeckie i czorsztyńskie.
- Rozpoczęcie organizowania obiadów czwartkowych w Zamku Królewskim.
- Błażowa otrzymała prawa miejskie.

## Wydarzenia na świecie
- 5 marca – w Bostonie wojsko brytyjskie użyło broni palnej przeciwko demonstrującym przeciwnikom rządów brytyjskich w USA (masakra bostońska).
- 4 kwietnia – założono miasto Caacupé w Paragwaju.
- 9 kwietnia – konfederaci barscy ogłosili w Warnie detronizację króla Stanisława Augusta Poniatowskiego.
- 15 kwietnia – angielski uczony Joseph Priestley wynalazł gumkę do ścierania.
- 19 kwietnia:
  - kapitan James Cook po raz pierwszy ujrzał Australię[1].
  - odbył się ślub per procura Ludwika Augusta Burbona i Marii Antoniny, późniejszej francuskiej pary królewskiej.
- 29 kwietnia – James Cook odkrył Zatokę Botaniczną w Australii.
- 27 i 28 maja – V wojna rosyjsko-turecka: bitwa morska pod Nauplion.
- 11 czerwca – James Cook dopłynął do Wielkiej Rafy Koralowej.
- 14 czerwca – została odkryta kometa Lexella.
- 28 czerwca – V wojna rosyjsko-turecka: zwycięstwo Rosjan w bitwie pod Riabową Mogiłą.
- 5-7 lipca – V wojna rosyjsko-turecka: bitwa morska pod Czeszme.
- 18 lipca – V wojna rosyjsko-turecka: zwycięstwo Rosjan w bitwie nad Largą.
- 1 sierpnia – V wojna rosyjsko-turecka: bitwa nad Kagułem.
- 4 sierpnia – nad brzegiem rzeki Endeavour w Australii kapitan James Cook utworzył nazwę "kangooroo" dla nowo odkrytego zwierzęcia.
- 1 listopada – powstał Uniwersytet Techniczny w Berlinie.
- 14 listopada – James Bruce dotarł do źródła Nilu Błękitnego.

- Nowe Miasto na Morawach: drugie spotkanie Fryderyka II i Józefa II, na którym Austria wyraziła zgodę na rozbiór Rzeczypospolitej.
- Na wyspie Sainte Anne powstała pierwsza europejska kolonia na Seszelach.

## Urodzili się
- 14 stycznia – Adam Jerzy Czartoryski, polski polityk, przywódca Wielkiej Emigracji (zm. 1861)
- 7 marca - Grzegorz Tomasz Ziegler, austriacki duchowny katolicki, biskup diecezjalny tyniecki, biskup diecezjalny tarnowski (zm. 1852)
- 7 kwietnia – William Wordsworth, angielski poeta uznawany za prekursora romantyzmu (zm. 1850)
- 16 kwietnia – Maria Magdalena od Wcielenia, włoska zakonnica, założycielka Adoratorek Najświętszego Sakramentu (zm. 1824)
- 9 lipca – Giuseppe Raddi, włoski botanik i kurator Museo di Storia Naturale di Firenze (zm. 1829)
- 3 sierpnia – Fryderyk Wilhelm III Pruski, król pruski z dynastii Hohenzollernów (zm. 1840)
- 27 sierpnia – Georg Wilhelm Friedrich Hegel, filozof niemiecki (zm. 1831)
- 20 września – Dominik Lentini, włoski duchowny katolicki, błogosławiony (zm. 1828)
- 28 września – Augustyn Dionizy Nézel, francuski duchowny katolicki, męczennik, błogosławiony (zm. 1792)
- 19 listopada
  - Adam Johann von Krusenstern, rosyjski admirał i podróżnik, jako pierwszy Rosjanin opłynął Ziemię (zm. 1846)
  - Bertel Thorvaldsen, duński rzeźbiarz islandzkiego pochodzenia (zm. 1844)
- 1 grudnia – Franciszek Ksawery Zachariasiewicz, polski duchowny katolicki, biskup przemyski (zm. 1845)
- 17 grudnia – Ludwig van Beethoven, kompozytor niemiecki (zm. 1827)

data dzienna nieznana: 
- Piotr Choe Pil-je, koreański męczennik, błogosławiony katolicki (zm. 1801)
- William Nicol – szkocki fizyk i geolog (zm. 1851)

## Zmarli
- 7 marca – Teresa Małgorzata od Serca Jezusowego Redi, włoska karmelitanka, święta katolicka (ur. 1747)
- 27 marca – Giovanni Battista Tiepolo, włoski malarz, freskant (ur. 1696)
- 22 września – Ignacy z Santhià, włoski kapucyn, święty katolicki (ur. 1686)

## Zdarzenia astronomiczne
- W tym roku Słońce osiągnęło lokalne maksimum aktywności.
- Kometa D/1770 L1 (Lexell), 1 lipca 1770 roku minęła Ziemię w odległości 0,0151 AU (2,25 mln km).

## Święta ruchome
- Tłusty czwartek: 22 lutego
- Ostatki: 27 lutego
- Popielec: 28 lutego
- Niedziela Palmowa: 8 kwietnia
- Wielki Czwartek: 12 kwietnia
- Wielki Piątek: 13 kwietnia
- Wielka Sobota: 14 kwietnia
- Wielkanoc: 15 kwietnia
- Poniedziałek Wielkanocny: 16 kwietnia
- Wniebowstąpienie Pańskie: 24 maja
- Zesłanie Ducha Świętego: 3 czerwca
- Boże Ciało: 14 czerwca